# Цунгрі
Цунгрі, Цунґрі (італ. Zungri, сиц. Zungri) — муніципалітет в Італії, у регіоні Калабрія, провінція Вібо-Валентія.
Цунгрі розташоване на відстані близько 470 км на південний схід від Рима, 65 км на південний захід від Катандзаро, 9 км на захід від Вібо-Валентії.
Населення — 2010 осіб (2014).
Щорічний фестиваль відбувається 5 серпня. Покровитель — Madonna della Neve.

## Демографія
Населення за роками:

Станом на 1 січня 2023 року в муніципалітеті офіційно проживало 46 іноземців з 7 країн, серед них 41 громадянин країн Євросоюзу.

## Сусідні муніципалітети
- Бріатіко
- Чессаніті
- Драпія
- Філандарі
- Ромбіоло
- Спілінга
- Цакканополі